# Carex neobigelowii
Carex neobigelowii är en halvgräsart som beskrevs av Ernest Lepage. Carex neobigelowii ingår i släktet starrar, och familjen halvgräs. Inga underarter finns listade i Catalogue of Life.